# Gladys' Leap
Gladys' Leap je studiové album anglické folkrockové skupiny Fairport Convention. Vydalo jej v srpnu roku 1985 hudební vydavatelství Woodworm Records. Nahráno bylo během dubna a května toho roku ve studiu Woodworm, jehož majiteli byli členové kapely Fairport Convention. Jako host v písni „Head in a Sack“ na albu vystupoval i dřívější člen skupiny, kytarista Richard Thompson. Na albu rovněž hrál Ric Sanders, který se zanedlouho stal stálým členem skupiny. Oba hráli i na dalším albu nazvaném Expletive Delighted! (1986). Jde o první album kapely od roku 1978, mezitím byla neaktivní.

## Seznam skladeb
| Pořadí | Název                                                                  | Autor                      | Délka |
| ------ | ---------------------------------------------------------------------- | -------------------------- | ----- |
| 1.     | How Many Times                                                         | Richard Thompson           | 3:29  |
| 2.     | Bird from the Mountain                                                 | Ralph McTell               | 4:51  |
| 3.     | Honour and Praise                                                      | John Richards              | 5:21  |
| 4.     | The Hiring Fair                                                        | McTell, Dave Mattacks      | 5:53  |
| 5.     | Instrumental Medley '85“ „The Riverhead“ „Gladys' Leap“ „The Wise Maid | Dave Pegg Pegg tradicionál | 5:08  |
| 6.     | My Feet Are Set for Dancing                                            | Cathy Lesurf               | 4:01  |
| 7.     | Wat Tyler                                                              | McTell, Nicol              | 5:36  |
| 8.     | Head in a Sack                                                         | Dave Whetstone             | 4:23  |

## Obsazení
Fairport Convention
- Simon Nicol – zpěv, elektrická kytara, akustická kytara
- Dave Pegg – baskytara, mandolína, buzuki, kontrabas, zpěv
- Dave Mattacks – bicí, bicí automat, perkuse, klávesy

Ostatní hudebníci
- Ric Sanders – housle
- Richard Thompson – elektrická kytara
- Cathy Lesurf – zpěv
- Harold Wells – hlas